# 勒罗克
勒罗克（法語：Le Roc，法語發音：[lə ʁɔk]）是法国洛特省的一个市镇，属于古尔东区。

## 地理
勒罗克（44°51'58"N, 1°26'28"E）面积6.95 平方千米，位于法国奧克西塔尼大區洛特省，该省份为法国西南部内陆省份，北起顺时针与科雷兹省、康塔爾省、阿韦龙省、塔恩-加龙省、洛特-加龍省和多尔多涅省接壤。
与勒罗克接壤的市镇（或旧市镇、城区）包括：圣于连德朗蓬、朗扎克、纳达亚克德鲁日、佩克德莱斯佩朗斯。

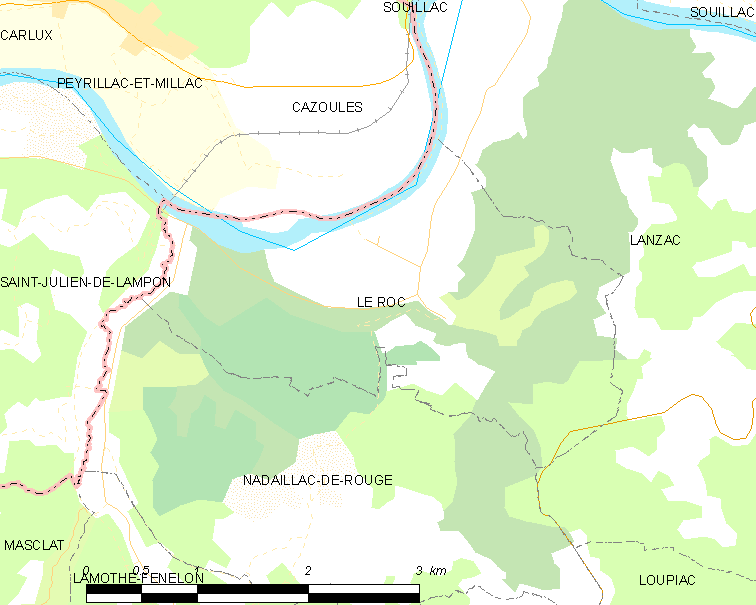
勒罗克的OSM定位图

勒罗克的时区为UTC+01:00、UTC+02:00（夏令时）。

## 行政
勒罗克的邮政编码为46200，INSEE市镇编码为46239。

## 政治
勒罗克所属的省级选区为苏亚克县。

## 人口

1962-2008年间勒罗克人口变化图示

勒罗克于2022年1月1日时的人口数量为208人。